# رپلیانا
رپلیانا (به بلغاری: Replyana) روستایی در بلغارستان است که در Chuprene واقع شده‌است. رپلیانا ۴۸۱ متر بالاتر از سطح دریا واقع شده‌است.